# Elaphopsis rubida
Elaphopsis rubida är en skalbaggsart som beskrevs av Audinet-serville 1834. Elaphopsis rubida ingår i släktet Elaphopsis och familjen långhorningar. Inga underarter finns listade i Catalogue of Life.